# Oskar Hentschel
Oskar Hentschel (* 27. Juni 1926 in Trentschin; † 2. Januar 2019 in Braunschweig) war ein deutscher Klassischer Philologe und Gymnasiallehrer, der von 1953 bis 1989 am Wilhelm-Gymnasium in Braunschweig lehrte.

## Leben
Oskar Hentschel war der Sohn eines Bezirksrichters aus Nordböhmen. Er wuchs in Trentschin in der Slowakei auf, wo er die slowakische Volksschule einer katholischen Klosterschule besuchte. 1934 wurde sein Vater nach Reichenberg (heute Liberec) versetzt. Dort besuchte Oskar Hentschel die deutsche Volksschule und ab Herbst 1937 das Staatsrealgymnasium, das nach dem Anschluss des Sudetenlandes an das Deutsche Reich in eine Oberschule umgewandelt wurde. Während des Zweiten Weltkriegs musste Hentschel seine Schullaufbahn unterbrechen. Im Winter 1943/1944 diente er als Luftwaffenhelfer in Berlin. Ab dem 1. April 1944 diente er in der Wehrmacht. Weil ihm zweimal Schulurlaub gewährt wurde, erhielt er am 31. März 1945 den sogenannten Reifevermerk. Am 8. Mai 1945, dem Tag der Kapitulation, geriet Hentschel in Kriegsgefangenschaft und wurde in Schleswig-Holstein interniert. Da der Reifevermerk der Kriegsgefangenen nicht anerkannt wurde, holte Hentschel das Abitur an der Staatlichen Oberschule Büsum nach, die eigens als Internat für kriegsgefangene und entlassene Soldaten eingerichtet wurde. Hier trat er am 3. Oktober 1945 in die 8. Gymnasialklasse ein. Am 5. Januar 1946 wurde er aus der Kriegsgefangenschaft entlassen, am 18. April 1946 erhielt er das Abitur.
Von 1946 bis 1950 studierte Hentschel an der Universität Erlangen Klassische Philologie, Germanistik und Philosophie. Im Dezember 1949 legte er das Erste Staatsexamen für das höhere Lehramt ab und begann anschließend mit Vorarbeiten zu einem Artikel für die Realenzyklopädie der klassischen Altertumswissenschaften über die römischen Feste Quinquatrus. Diesen Artikel bearbeitete er durch Vermittlung seines akademischen Lehrers Carl Koch. Er schloss ihn während des Referendariats in Braunschweig ab (1952).
Das Referendariat absolvierte Hentschel am Städtischen Jungengymnasium in Goslar und am Wilhelm-Gymnasium in Braunschweig. Im Winterhalbjahr 1952/1953 arbeitete er als Studienassessor in Goslar, danach wieder am Wilhelm-Gymnasium in Braunschweig, wo er 1956 zum Studienrat ernannt wurde. Ab 1962 war er Fachleiter für Latein und Griechisch an den Staatlichen Studienseminaren Braunschweig I und II. Von 1964 bis 1971 fungierte er als Fachberater für alte Sprachen auf dem Gebiet der Schulaufsicht. Im Sommersemester 1986 erhielt er einen Lehrauftrag an der Technischen Universität Braunschweig. Im Juli 1989 trat Hentschel als Studiendirektor (seit 1970) in den Ruhestand.
Neben seiner beruflichen Tätigkeit verfasste Hentschel Rezensionen für das Schulverwaltungsblatt Niedersachsen, das Mitteilungsblatt des Niedersächsischen Altphilologenverbandes und die Zeitschrift Gymnasium, dazu Aufsätze zur Didaktik und dem Wert der alten Sprachen und lateinische Gedichte. Im Ruhestand verfasste er eine Studie zur Lesbarkeit lateinischer Hexameter allein aus dem Schriftbild (1996) und eine dazugehörige Handreichung (1999).

## Schriften (Auswahl)
- Zur Lesbarkeit lateinischer Hexameter allein aus dem Schriftbild. Braunschweig 1996
- Handreichung zur Ermittlung oder Kontrolle der metrisch richtigen Lesung lateinischer Hexameter. Braunschweig 1999